# Canoagem nos Jogos Pan-Americanos de 2015 - K-2 500 m feminino
A competição do K-2 500 metros feminino foi um dos eventos da canoagem nos Jogos Pan-Americanos de 2015. Foi disputada na Welland Pan Am Flatwater Centre, em Welland, no dia 14 de julho.

## Calendário
Horário local (UTC-4).
| Data        | Horário | Fase  |
| ----------- | ------- | ----- |
| 14 de julho | 9:05    | Final |

## Medalhistas
| Ouro   | CUB Yusmari Mengana e Yurieni Guerra        |
| Prata  | ARG Sabrina Ameghino e Alexandra Keresztesi |
| Bronze | MEX Karina Alanis e Maricela Montemayor     |

## Resultados

### Final
| Pos.              | Canoísta                                         | Nacionalidade      | Tempo    | Notas |
| ----------------- | ------------------------------------------------ | ------------------ | -------- | ----- |
| Medalha de ouro   | Yusmari Mengana Yurieni Guerra                   | CUB Cuba           | 1:48.653 |       |
| Medalha de prata  | Sabrina Ameghino Alexandra Keresztesi            | ARG Argentina      | 1:49.485 |       |
| Medalha de bronze | Karina Alanis Maricela Montemayor                | MEX México         | 1:50.735 |       |
| 4                 | Émilie Fournel Hannah Vaughan                    | CAN Canadá         | 1:50.787 |       |
| 5                 | Maggie Hogan Kaitlyn McElroy                     | USA Estados Unidos | 1:52.536 |       |
| 6                 | Beatriz Renata Vergutz Ana Paula Vergutz         | BRA Brasil         | 1:53.152 |       |
| 7                 | Ruth Adriana Pita Niño Yerly Tatiana Muñoz Rua   | COL Colômbia       | 1:55.496 |       |
| 8                 | Mariecarmen Rivera Melissa Reyes                 | PUR Porto Rico     | 2:01.956 |       |
| 9                 | Stefanie Perdomo Vinces Maia de Cesare Ikonicoff | ECU Equador        | 2:05.102 |       |